# Poppendorf
Poppendorf es un municipio situado en el distrito de Rostock, en el estado federado de Mecklemburgo-Pomerania Occidental (Alemania), a una altura de 42 metros. Su población a finales de 2016 era de 700 habs. y su densidad poblacional, 50 hab/km².
Se encuentra a 15 km de la ciudad de Rostock y del mar Báltico.